# Corynoneura cuspis
Corynoneura cuspis är en tvåvingeart som beskrevs av Tokunaga 1936. Corynoneura cuspis ingår i släktet Corynoneura och familjen fjädermyggor. Inga underarter finns listade i Catalogue of Life.